# پیامبران کهین

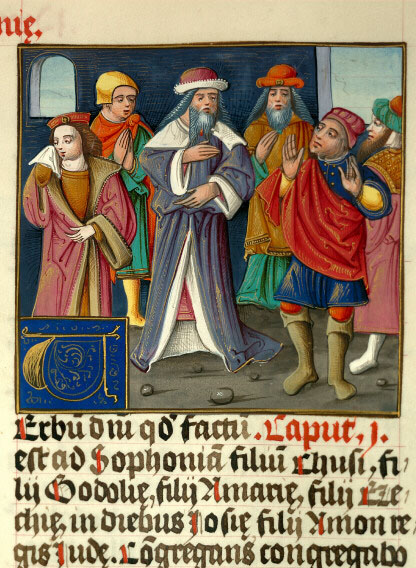
نسخه‌های خطی تذهیب‌شده قرن شانزدهم، مینیاتورهای قرون وسطایی عهد عتیق

پیامبران کهین یا دوازده پیامبر (به عبری: שנים עשר) آخرین کتابهای کتب انبیا است و دوازده کتاب از دوازده رسول یا پیامبر بدون شریعت است ولی در عهد عتیق همه را یک کتاب می‌شمارند.
در یهودیت پروتستان و کاتولیک این کتابها شامل این گروه است.
- کتاب هوشع
- کتاب یوئیل
- کتاب عاموس
- کتاب عوبدیا
- کتاب یونس
- کتاب میکاه
- کتاب ناحوم
- کتاب حبقوق
- کتاب صفنیا
- کتاب حجی
- کتاب زکریا
- کتاب ملاکی